# Ferran II de Lleó

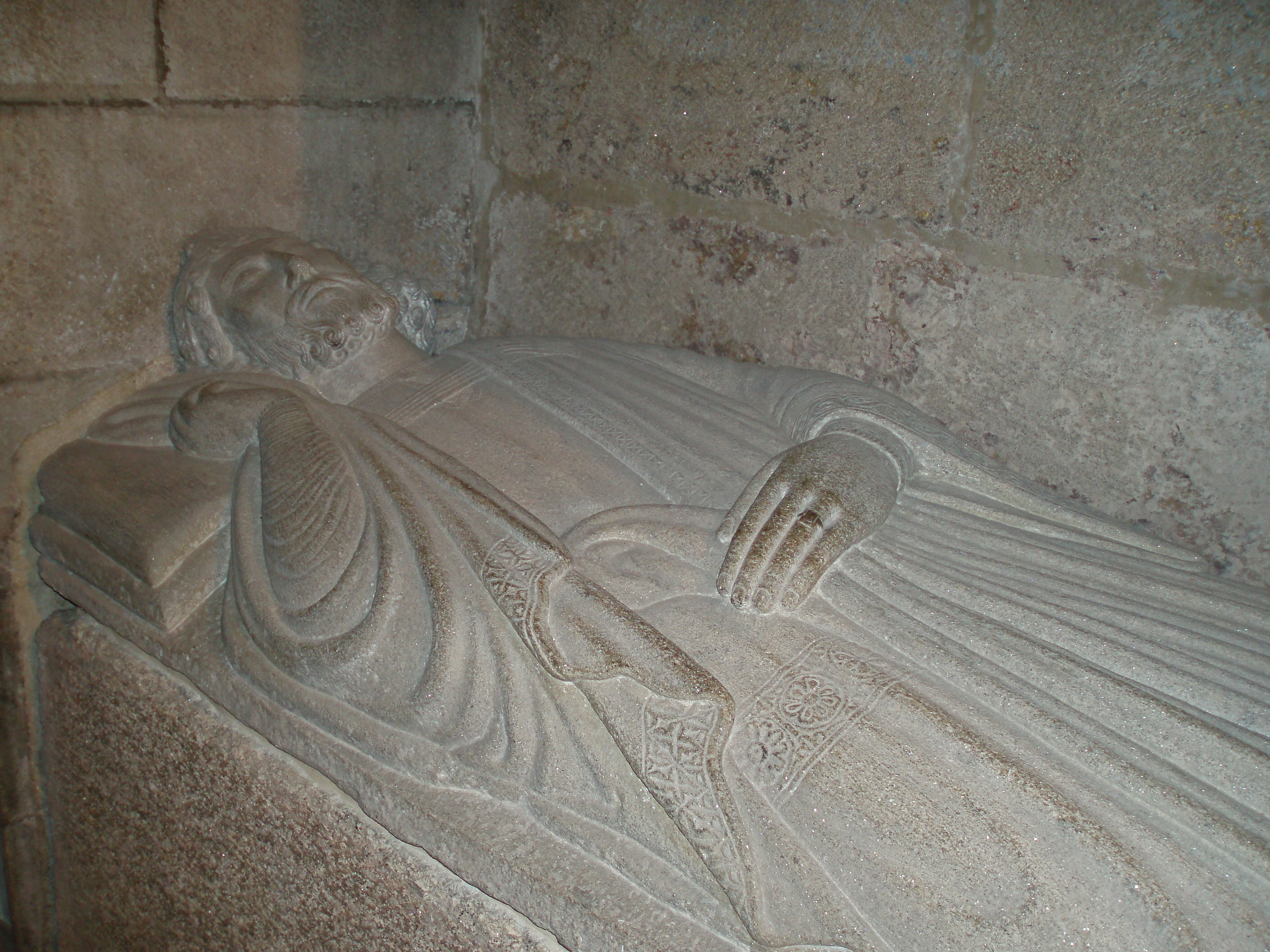
Tomba de Ferran II de Lleó y Galícia a la catedral de Santiago de Compostel·la

Ferran II de Lleó (1137 - Benavente, Zamora, 1188) fou rei de Lleó (1157-1188).

## Família
Fill del rei Alfons VII de Galícia-Lleó i Castella i la seva primera esposa Berenguera de Barcelona. A la mort del seu pare, rei de Castella i Lleó, el regne fou repartit de nou entre els seus dos fills grans: Sanç de Castella va rebre Castella, mentre Ferran va rebre Galícia-Lleó.
Vers el 1165 es casà amb Urraca de Portugal, filla del rei Alfons I de Portugal. D'aquest matrimoni tingueren l'infant Alfons IX de Lleó i Galícia (1171-1230), rei de Lleó i Galícia, casat el 1197 amb Berenguera de Castella.
En 1169, Geraldo sem Pavor va prendre la ciutat de Badajoz, i Alfons I de Portugal va dirigir-s'hi per ajudar-lo en assetjar la fortalesa que resistia en mans musulmanes, però Ferran II de Lleó, aliat dels almohades enfront dels portuguesos i d'Alfons VIII de Castella, va anar al rescat de la fortalesa, va capturar el rei portuguès i va tornar la plaça als almohades, que la tenien des del 1161.
Urraca fou repudiada per Ferran i el 1175 aquest matrimoni fou anul·lat pel Papa Alexandre III.
Vers el 1178 es casà amb Teresa de Trava, filla de Fernando de Trava, senyor de Trastàmara. D'aquest matrimoni tingueren:
- l'infant Ferran de Lleó (v 1179-1187)

Vers el 1187 es casà, en terceres núpcies, amb Urraca López de Haro, filla de Lope Díaz I d'Haro, senyor de Biscaia. D'aquest matrimoni nasqueren l'infant Garcia Fernandes (v 1181-1184), infant que nasqué abans del matrimoni; i l'l'infant Sanç de Lleó (1188-1220), senyor de Monteagudo i Aguilar.

## Vida política
A la mort del seu germà Sanç III de Castella va reclamar la tutela del seu fill, Alfons VIII de Castella. Va intentar resoldre, amb èxit, els problemes fronterers amb el Regne de Castella i amb el Regne de Portugal, amb qui es va enfrontar per la ciutat de Badajoz. Va emprendre una gran activitat repobladora a Extremadura per tal de combatre els musulmans, i va prendre la població d'Alcàntara el 1166.
El 1184, ja acabada la treva de 1173, el príncep hereu Sanç de Portugal atacava la vall del baix Guadalquivir, Triana (Sevilla), Niebla, i l'Algarve. Beja va haver de ser evacuada altre cop i el 27 de juny de 1184 el califa almohade Abu Yaqub Yusuf va arribar amb el seu exèrcit davant de Santarem (Shantarin) i va iniciar els preparatius de setge, però l'arribada de l'arquebisbe de Compostela i el mateix Ferran, que en el camí va ocupar Càceres, capital d'un emirat independent, però no la va conservar, va provocar la desbandada entre les seves forces, que van travessar el riu; el califa va ser ferit mentre s'aixecava el camp i va morir prop d'Evora, camí de Sevilla el 29 de juliol de 1184. El va succeir el seu fill Abu Yusuf Yakub ben Yusuf ben Abd al-Mumin al-Mansur proclamat a Sevilla el dia 10 d'agost.